# مؤشر قابلية انتشار البروتين
مؤشر قابلية انتشار البروتين (PDI) هو وسيلة لمقارنة قابلية ذوبان البروتين في الماء، ويستخدم على نطاقٍ واسع في صناعة منتجات فول الصويا.
تم طحن عينة من فول الصويا وخلطها مع كمية محددة من الماء ومن ثمّ مزجهما معًا وذلك بمعدل دوران ثابت لكل دقيقة، ثم قيسَ محتوى البروتين في الخليط الناتج وكذلك طحين الفول الأصلي باستخدام اختبار الاحتراق، وتم حساب مؤشر قابلية انتشار البروتين كنسبة مئوية للبروتين في الخليط مقسوم على النسبة في الطحين؛ وفي حالة الذوبان الكلي يكون مؤشر قابلية انتشار البروتين (PDI) هو 100.
وقد تبين أن مؤشر قابلية انتشار البروتين (PDI) لا يتأثر بنوع فول الصويا المُستخدَم فقط، بل يتأثر أيضًا بعمليات التصنيع، حيث تبين أن الحرارة تخفض المؤشر.
ويعتمد PDI المطلوب من طحين فول الصويا على الغرض الذي يتم استخدام فول الصويا فيه؛ فيحتاج مصنعو حليب الصويا والتوفو إلى PDI عالي للتأكد من وجود الحد الأقصى من المحتوى البروتيني في منتجاتهم، بينما يحتاج صانعو أعلاف الأسماك من فول الصويا إلى PDI منخفض لتفادي فقدان بروتين ذو قيمة عالية في المياه المحيطة.